# Manuel Caetano de Almeida Galeão
Manuel Caetano de Almeida Galeão, primeiro e único barão de Almeida Galeão, (Salvador, 26 de agosto de 1834 — 23 de maio de 1922) foi um nobre brasileiro.
Era filho de Caetano Vicente de Almeida Galeão (1800-1866) e de Maria José de Almeida (1804-1869).
Casou-se em Salvador, no dia 3 de outubro de 1863, com Maria da Glória Pereira Franco, filha de Antônio Pereira Franco e Teresa de Jesus Virgínia dos Humildes, nascida em Salvador a 15 de agosto de 1828 e falecida na mesma cidade a 8 de outubro de 1888. Não teve filhos em seu primeiro casamento. Quando viúvo, teve com Maria Engrácia três filhos que legitimou: Adélia, Álvaro e Maria da Glória.
Obteve o título de barão por decreto de 28 de setembro de 1882 do Imperador Dom Pedro II.
Seus restos mortais estão no jazigo perpétuo da família Almeida Galeão, na Igreja e Convento de Nossa Senhora da Piedade, em Salvador.